# コロンビア大学ジャーナリズム大学院
コロンビア大学ジャーナリズム大学院（コロンビアだいがくジャーナリズムだいがくいん）は、米国ニューヨーク市マンハッタンの北西部にあるジャーナリスト養成学校。1912年に創立された米国を代表するジャーナリズムスクール（J-School）である。
米国ジャーナリズム最高峰の賞、ピューリツァー賞の事務局が置かれている。
学術誌『コロンビア・ジャーナリズム・レビュー』（CJR）を発行している。
日本からもジャーナリストの佐藤昭弘や高橋浩祐、神保哲生などが留学して修士号を得た。